# California Girls (мініальбом)
California Girls — мініальбом американського репера Lil Peep, повністю спродюсований американо-канадським продюсером Nedarb Nagrom .
16 серпня 2017, за декілька місяців до смерті Піпа, Nedarb анонсував можливий запис California Girls 2 .

## Історія
California Girls був записаний у кінці 2015, незадовго до того, як Густав залишив Лонг-Айленд, щоб приєднатися до SCHEMAPOSSE . 
29 січня 2021 року мініальбом був перевиданий на всіх стримінгових платформах.

## Трекліст
| #     | Назва                                  | Producer(s)   | Тривалість |
| ----- | -------------------------------------- | ------------- | ---------- |
| 1.    | «California World» (разом з Craig Xen) | Nedarb Nagrom | 4:51       |
| 2.    | «Pray I Die»                           | Nedarb Nagrom | 3:34       |
| 3.    | «Beat It»                              | Nedarb Nagrom | 3:22       |
| 4.    | «Beamer Boy»                           | Nedarb Nagrom | 3:23       |
| 5.    | «Let Me Bleed»                         | Nedarb Nagrom | 4:06       |
| 6.    | «Lil Kennedy»                          | Nedarb Nagrom | 3:12       |
| 22:30 |                                        |               |            |